# Villa Scirca
Villa Scirca ist eine Fraktion (italienisch frazione) der italienischen Gemeinde Sigillo in der Provinz Perugia, Region Umbrien.

## Geografie
Der Ort liegt 2 km nordwestlich des Hauptortes Sigillo und 38 km nordöstlich der Provinz- und Regionalhauptstadt Perugia. Der Ort liegt bei 505 m s.l.m. und hatte 2001 ca. 100 Einwohner. 2011 waren es 109 Einwohner. Er liegt am Fuße des Berges Monte Cucco (1566 m s.l.m.) und an der historischen Via Flaminia sowie der heutigen Strada Statale 3 Via Flaminia. Im Norden grenzt der Ort direkt an die Gemeinde Costacciaro, der hier liegende Teil von Scirca hat 15 Einwohner.

## Sehenswürdigkeiten
- Santa Maria Assunta (auch Santuario della Madonna Assunta in Cielo und Santa Maria di Montecupo genannt), Kirche im Ortskern im Bistum Assisi-Nocera Umbra-Gualdo Tadino. Die Kirche entstand im 13. Jahrhundert und wurde erstmals 1330 im Statut von Sigillo erwähnt. Sie gehörte zur Abtei Santa Maria di Sitria bei Isola Fossara (Ortsteil von Scheggia e Pascelupo), der Campanile wird auf das Jahr 1250 datiert. In der Napoleonischen Zeit wurde die Kirche von Scirca den Kamaldulensern von Fonte Avellana unterstellt und 1860 vom Italienischen Staat erworben. Enthält Fresken von Matteo da Gualdo (unter anderen: Madonna del Gonfalone, Sant’Anna, Madonna in trono con Gesù Bambino).[4]
- Ponte Etrusco (auch Ponte dei Pietroni genannt), römische Brücke und heutige Ruine an der Via Flaminia. Sie entstand im 3. Jahrhundert und war 34 Meter lang und hatte eine Höhe von 9,5 Meter. Der Name entstammt der früheren Auffassung, dass die Brücke in der Zeit der Etrusker entstand. Der heute zu sehende Zustand entstand am 13. Juli 1944, als deutsche Truppen die Brücke sprengten.[5]
- Sorgenti della Scirca, Quelle an der westlichen Seite des Berges Monte Cucco, die sieben Aquädukte speist, darunter die von Perugia, Sigillo und Costacciaro.[6] Das Aquädukt nach Perugia entstand in den 1930er Jahren auf Willen der Stadt Perugia, ist ca. 45 km lang und endet am Stadttor Porta Sant’Angelo.[7]

Die Monumente von Villa Scirca
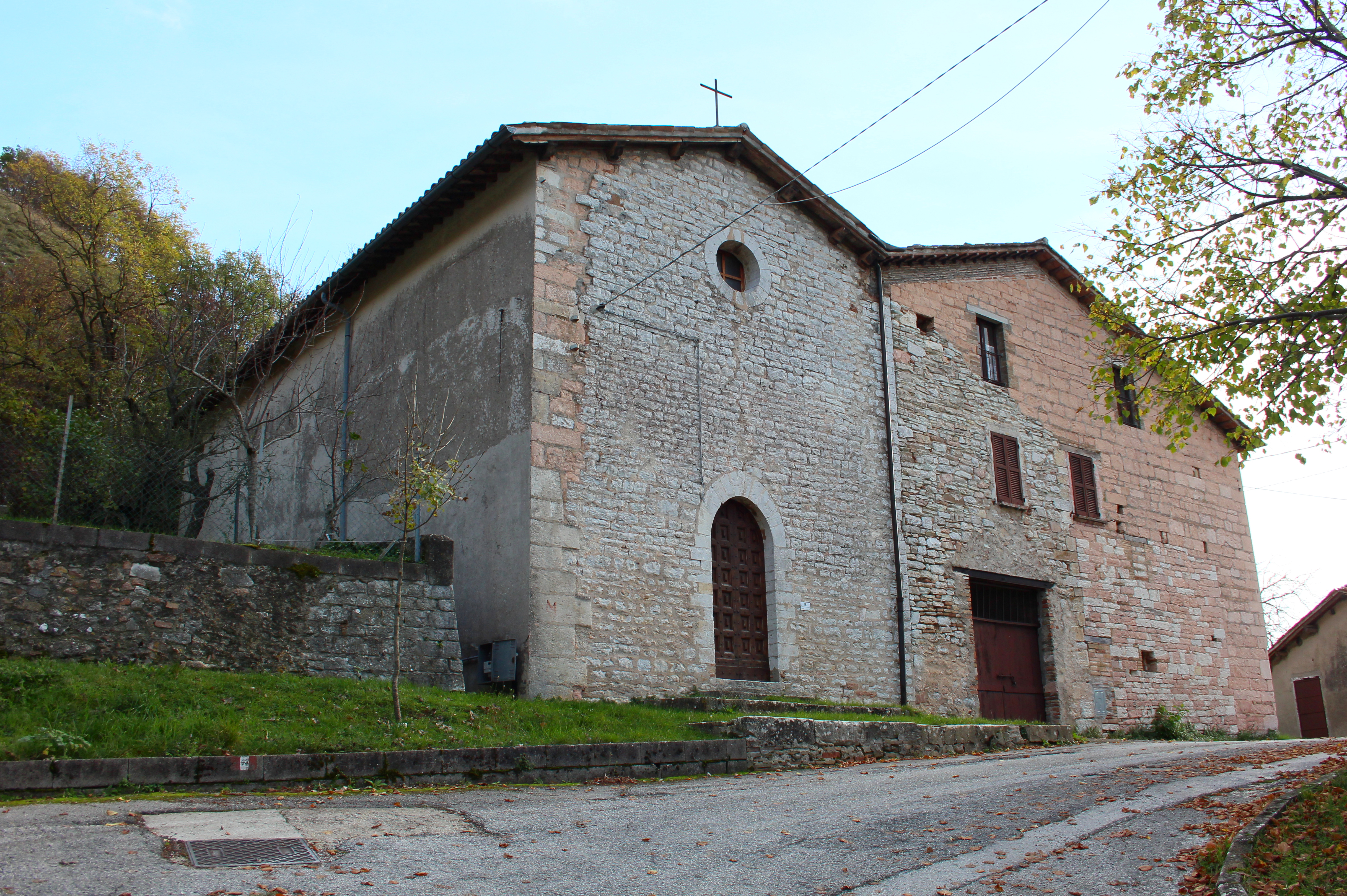
Die Kirche von Santa Maria Assunta
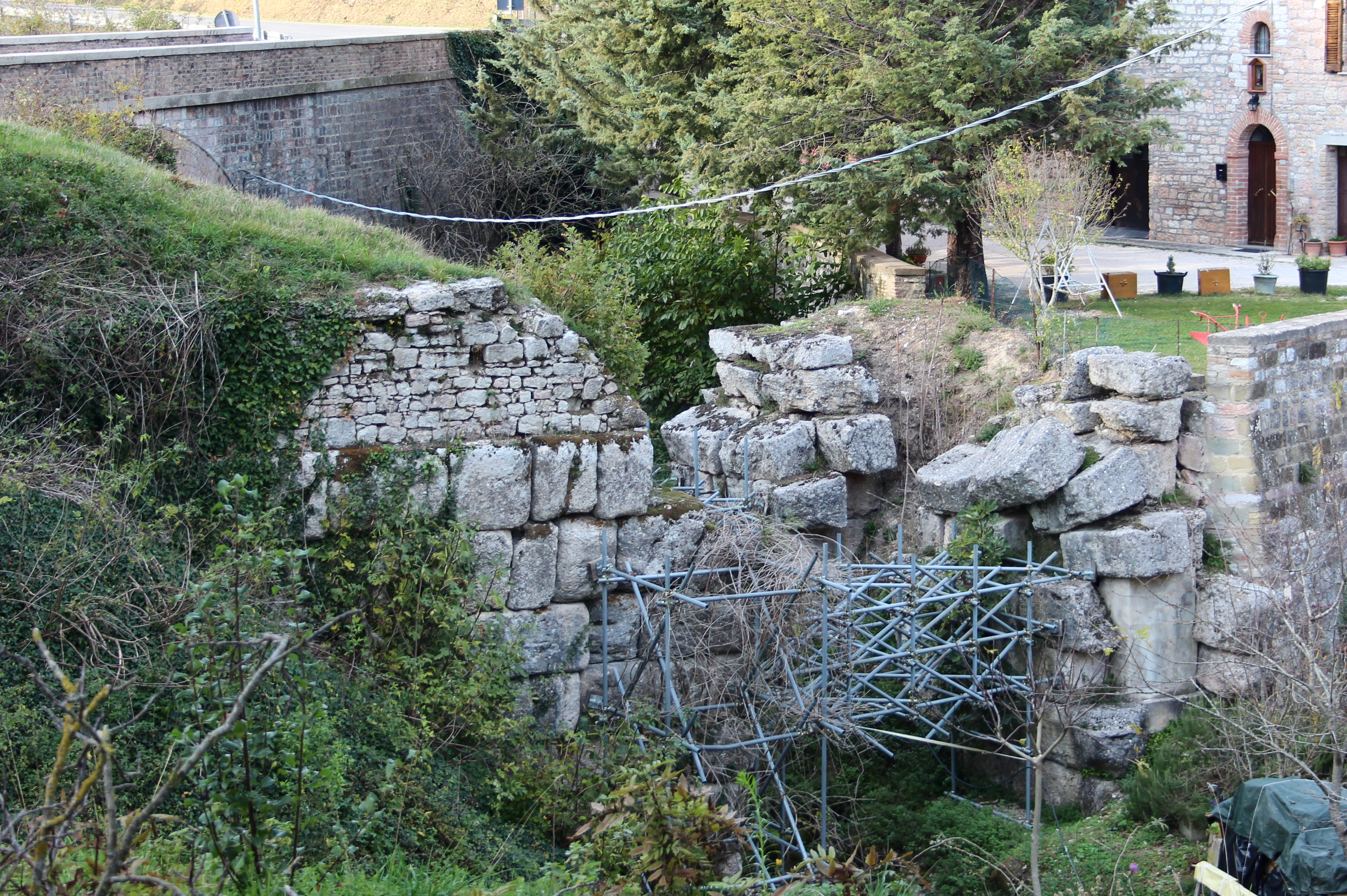
Die ehemalige Römerbrücke Ponte dei Pietroni (Ponte Etrusco)
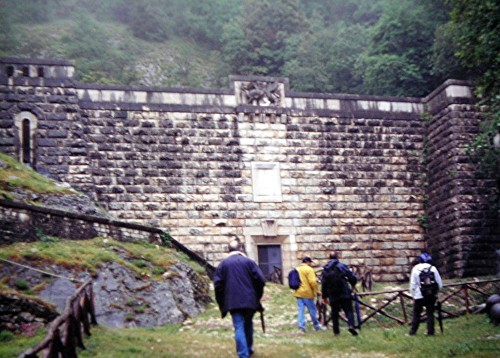
Die Sorgenti della Scirca